# 北海道伊達緑丘高等学校
北海道伊達緑丘高等学校（ほっかいどうだてみどりがおかこうとうがっこう、Hokkaido Date Midorigaoka High School）は、北海道伊達市にあった公立（道立）の高等学校。2021年4月に北海道伊達高等学校との再編統合により北海道伊達開来高等学校が開校し、それに伴い生徒募集を停止し、2023年3月に閉校した。

## 概要

### 設置学科
- 全日制課程
  - 普通科（1学年4クラス）

### 沿革
- 1983年4月1日 - 開校
- 2004年7月1日 -「夢と活力あふれる高校づくり推進費（北海道学力向上フロンティアハイスクール）」奨励校に指定される（2004年4月～2006年3月）
- 2019年2月27日 - 北海道教育庁胆振教育局管内教育実践表彰受賞
- 2021年 - 伊達高校との統合により募集停止[1]。
- 2023年3月 - 閉校[2]

## 出身者
- 藤田貴大（劇作家）
- 福永壮志（映画監督）
- 石丸幸人（弁護士）
- 新妻悠太（お笑い）
- ハイジ（ラジオDJ)
- 渡辺元佳（芸術家）
- 谷口昇司（広告クリエイター）
- ワタリ119(お笑い)
- 杉山奈央
- 小林祐和（ビリヤードのプロ選手　日本ﾌﾟﾛﾎﾟｹｯﾄﾋﾞﾘﾔｰﾄﾞ連盟　47期ﾄｰﾅﾒﾝﾄﾌﾟﾛ）